# 达马里莱利斯
达马里莱利斯（法語：Dammarie-les-Lys，亦作，法語發音：[damaʁi le lis] ⓘ）是法国塞纳-马恩省的一个市镇，位于该省西南部，塞纳河左岸，属于默伦区。

## 地理
达马里莱利斯（48°30'55"N, 2°38'4"E）面积10.24 平方千米，位于法国法蘭西島大區塞纳-马恩省，该省份为法国北部内陆省份，北起瓦兹省，西接埃松省、马恩河谷省、塞纳-圣但尼省和瓦兹河谷省，南至卢瓦雷省，东南接约讷省，东临马恩省和奥布省，东北接埃纳省。
与达马里莱利斯接壤的市镇（或旧市镇、城区）包括：塞纳河畔勒梅、拉罗谢特、比耶尔地区维利耶、布瓦塞特、布瓦西斯拉贝特朗、布瓦西斯勒鲁瓦、枫丹白露、默倫。

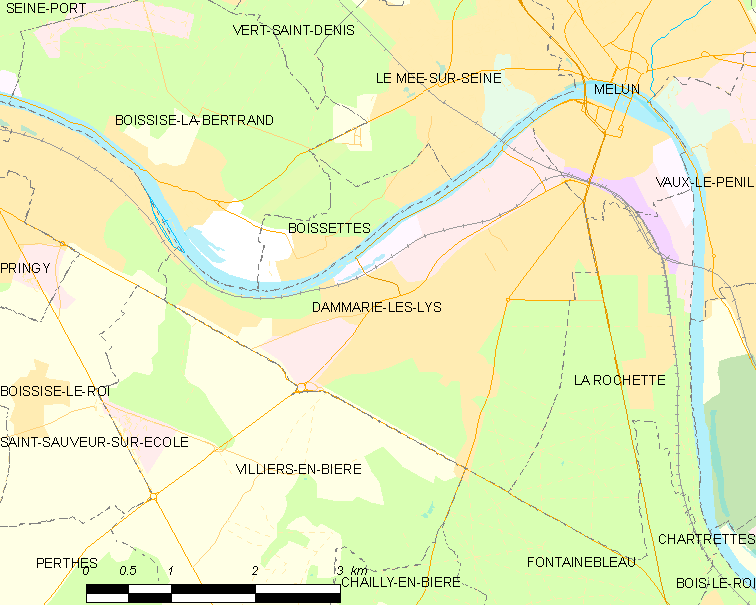
达马里莱利斯的OSM定位图

达马里莱利斯的时区为UTC+01:00、UTC+02:00（夏令时）。

## 行政
达马里莱利斯的邮政编码为77190，INSEE市镇编码为77152。

## 政治
达马里莱利斯所属的省级选区为圣法尔若蓬蒂耶里县。

## 人口

1962-2008年间达马里莱利斯人口变化图示

达马里莱利斯于2022年1月1日时的人口数量为23252人。